# Veherbronn
Veherbronn ist eine totale Ortswüstung bei Reichertshausen, einem Ortsteil der Stadt Neudenau im Landkreis Heilbronn im nördlichen Baden-Württemberg. Der Ort ging bereits im 14. oder frühen 15. Jahrhundert ein.

## Lage
Veherbronn lag etwa einen Kilometer westlich von Reichertshausen in den Ochsenwiesen.

## Geschichte
Veherbronn wurde urkundlich erstmals 1328 erwähnt, als Albrecht von Hohenlohe bezeugte, die drei Weiler Richertshußen (Reichertshausen), Verherbrunnen (Veherbronn) und Luhtenwyler (Leichtenweiler) von seiner verstorbenen ersten Frau erhalten zu haben. 1337 übereignete Albrecht die drei Weiler mit allen Einwohnern, Gütern und Rechten dem Hochstift Würzburg, dem sein Sohn als Kanoniker beigetreten war. Diese beiden Urkunden sind die einzigen sicheren Nachrichten über die Existenz der Orte Leichtenweiler und Veherbronn, während Reichertshausen bis heute besteht. Die nächste urkundliche Erwähnung 1473 besagt bereits, dass die Äcker der beiden Orte seit mindestens einer Generation von Reichertshausen aus bewirtschaftet wurden. Man nimmt an, dass Leichtenweiler vor Veherbronn aufgegeben wurde, da die Leichtenweiler Flur zunächst zwischen Reichertshausen und Veherbronn aufgeteilt wurde, bevor auch Veherbronn wüst fiel und die gesamte Flur zu Reichertshausen kam. Im Laufe der Zeit fielen nicht nur die Orte, sondern auch die Fluren wüst. Während es 1473 noch 130 Morgen Acker gab, die zu Veherbronn zählten, wurden 1542 nur noch vier Morgen bewirtschaftet. Erst nach dem Dreißigjährigen Krieg wurden die Ackerflächen wieder teilweise gerodet.
Die Gründe für die Aufgabe von Veherbronn liegen sowohl in der im 14. Jahrhundert mehrfach auftretenden Pest als auch in der Siedlungskonzentration zugunsten des befestigten Ortes Siglingen.
Die Lage des Ortes kann über einen alten Brunnen lokalisiert werden, der bereits 1499 erwähnt wurde und von dem es in einer Urkunde von 1777 heißt, er sei Vorhero zu Veherbronnen, an jetzo aber in den Ochsenwiesen gelegen, so dass der Ort wohl in der heutigen Gemarkung Ochsenwiesen lag.